# Ricardo Pereira (actor)
Ricardo da Silva Tavares Pereira (Lisboa, 14 de septiembre de 1979) es un actor, presentador y modelo portugués.

## Primeros años
Vivió en Casal de Cambra, concejo de Sintra. Alumno del Liceo Camões, estudió psicología en la Universidad Lusófona.
Se inició en el medio artístico en el 2000 con un papel en Real Caçada ao Sol de Peter Shaffer, bajo la dirección de Carlos Avilez en el Teatro Nacional D. Maria II. Trabajó después con António Pires, Bruno Cochat, Luís Esparteiro y Maria Emília Correia, escenista que dirigió en Menino al Colo de Armando Silva Carvalho, en el Teatro da Trindade (2002).

## Carrera artística
Tuvo varios papeles como protagonista en su país, pero su primer papel protagónico en una telenovela brasileña, fue en Como una ola, de la Rede Globo.

## Filmografía

### Televisión
| Año  | Título                    | Personaje                           | Canal       |
| ---- | ------------------------- | ----------------------------------- | ----------- |
| 2001 | A Senhora das Águas       | Gil Vargas das Neves                |             |
| 2002 | Amanhecer                 | Rui Costa                           |             |
| 2002 | O Bairro da Fonte         |                                     |             |
| 2002 | Sonhos Traídos            | João                                |             |
| 2002 | A Minha Sogra é uma Bruxa | Leopoldo                            |             |
| 2003 | Queridas Feras            | Pedro Maia                          |             |
| 2003 | Saber Amar                | João Vidal                          |             |
| 2004 | Inspector Max             |                                     |             |
| 2004 | Como una ola              | Daniel Cascaes                      | Rede Globo  |
| 2005 | Prova de Amor             | Marco Aurélio/ Marco Antônio (Toni) | Rede Record |
| 2005 | O Diário de Sofia         | Francesco                           |             |
| 2006 | Jura                      | Paulo Almeida                       |             |
| 2006 | Pé na Jaca                | Thierry                             |             |
| 2007 | Floribella                | Conde Máximo                        | SIC         |
| 2008 | Negócio da China          | João                                |             |
| 2008 | Podia Acabar o Mundo      | Nuno                                |             |
| 2009 | Perfeito Coração          | Pedro Cardoso                       |             |
| 2009 | Toma Lá, Dá Cá            | Alexandre (Xandinho)                |             |
| 2010 | Laços de Sangue           | Hélio                               | SIC         |
| 2010 | Lua Vermelha              | Vasco Galvão                        | SIC         |
| 2010 | A Vida Alheia             | Rafael Régis                        | Rede Globo  |
| 2011 | Insensato corazón         | Henrique Taborda                    |             |
| 2011 | Aquele Beijo              | Vicente Santelmo                    |             |
| 2012 | Dancin' Days              | Salvador Neto                       | SIC         |
| 2013 | Preciosa perla            | Fabrício                            | Rede Globo  |
| 2014 | Mar Salgado               | André Queiroz                       | SIC         |
| 2015 | Reglas del juego          | Faustini                            | Rede Globo  |
| 2016 | Liberdade, Liberdade      | Tolentino                           | Rede Globo  |
| 2017 | Novo Mundo                | Ferdinando                          | Rede Globo  |
| 2018 | Deus Salve o Rei          | Virgilio                            |             |

## Premios y nominaciones
- Obtuvo tres João en su carrera de actor: por  Sonhos Traídos, Saber Amar y Negócio da China.